# Laura van der Heijden
Laura van der Heijden (ur. 27 czerwca 1990 w Amersfoort) – holenderska piłkarka ręczna, reprezentantka kraju, grająca na pozycji prawej rozgrywającej. Obecnie występuje w niemieckim SG BBM Bietigheim.

## Sukcesy reprezentacyjne
- Mistrzostwa świata:
  -  2015
  -  2017
- Mistrzostwa Europy:
  -  2016
  -  2018

## Sukcesy klubowe
- Mistrzostwa Holandii:
  -  2009-2010 (VOC Amsterdam)
- Mistrzostwa Danii:
  -  2015-2016 (Team Esbjerg)
  -  2014-2015 (Team Esbjerg)
- Mistrzostwa Węgier:
  -  2017-2018 (FTC-Rail Cargo Hungaria)